# Новий Ліндув
Новий Ліндув (пол. Nowy Lindów) — село в Польщі, у гміні Ковеси Скерневицького повіту Лодзинського воєводства.
Населення — 57 осіб (2011).

## Демографія
Демографічна структура станом на 31 березня 2011 року:
|          | Загалом | Допрацездатний вік | Працездатний вік | Постпрацездатний вік |
| -------- | ------- | ------------------ | ---------------- | -------------------- |
| Чоловіки | 30      | 7                  | 16               | 7                    |
| Жінки    | 27      | 6                  | 15               | 6                    |
| Разом    | 57      | 13                 | 31               | 13                   |